# Середньоазійський степовий край
Середньоазійський степовий край — умовна назва лісостепу і степу в південно-західному Сибіру і північному Казахстані, що простягається від Уралу на заході до передгір'я Алтайських гір на сході та є частково заселений українцями. До 1917 року край входив до складу провінції Азійської Росії — Степового краю (Уральська, Тургайська, Акмолинська і Семипалатинська області); тепер становить собою південно-західну частину Західного Сибіру — у складі Росії (південна частина Омської та Новосибірської областей і Алтайського краю) та північну частину Казахстану (Костанайська, Північноказахстанська, Павлодарська і Акмолинська області повністю та північні частини Актюбінської, Карагандинської і Східноказахстанської); теперішню Західно-Казахстанську область у складі Казахстану зараховуємо до Уралу. Територія колишнього Степового краю приблизно 1,9 млн. км² з 8,7 млн населення (1970). Всього Середньоазійський степовий край (у межах цілих 11 областей і одного краю; деякі з них лише частково заселені українцями) — 1,7 млн км² з 13,5 млн населення, у тому числі за радянським переписом 1970 року бл. 960 тис. українців (7,1 % всього населення), у дійсності значно більше; Цілинного краю — 490 тис. км² з 3,5 млн мешканців. За досить докладним радянським переписом 1926 року територія краю, на якій українці становили більшість, займала 460 тис. км². Землі українських поселенців у Середньоазійському степовому краї на 1200 км віддалені від української суцільної території в Європі, але вони пов'язані з нею довгим ланцюгом українських островів у Надволжі й на Уралі.
Середньоазійський степовий край українські поселенці інколи називали (також значно менші землі поселенців у Семиріченській області) Сірим Клином. Цю назву (також Сіра Україна) в українській публіцистиці часом поширюють навіть на майже весь Казахстан.

## Природа
Природа краю — це в більшості розлогі, слабо розчленовані низовини і височини. На півночі простягається південна частина Західно-Сибірської низовини. Це акумулятивна рівнина на 100—150 м висоти з невеликими амплітудами. На півдні низовини поширені невисокі (6—10 м) піщані гриви і міжгривні обвиження з болотами й ами. Низовина, складена з грубих, пухких (пісковики, мертелі, глини, піски) мезо-кайнозойських порід (у них міститься великий західно-сибірський артезіанський басейн, важливий для забезпечення водою Середньоазійського степового краю), які прикривають палеозойський фундамент; наймолодші алювіальні й озерні відклади вкриті лесом і лесовидними суглинками. Сибірська низовина ділиться на території краю на (із заходу на схід): підгірську Турганську, Ішимський степ, Приіртиську, Барабінську рівнини і Кулундійський степ.
На південь від Сибірської низовини простягаються Казахський дрібносопковик — залишок давньої палеозойської (герцинської) гірської системи; тепер це ерозійна легкохвиляста майжерівня, сформована з метаморфічних лупаків, кварцитів, пісковиків та ефузивних порід, місцями прикрита пухкими шарами. Західна, більш вирівняна, частина лежить на висоті 300—500 м; вище підносяться гірського характеру височини, як Кокчетавська з горою Синюхою (947 м); розлогі западини виповнюють озера. Східна частина дрібносопковика вища (сер. 500—1000 м) і більш розчленована; в її центрі підносяться Каркалінські гори (гора Аксоран, 1565 м). На захід від дрібносопковика простягається Тургайська столова країна (Тургайське плято) на 200—400 м висоти, що являє собою прогин в герцинському складчастому фундаменті, виповнений горизонтальними шарами мезозою й кайнозою. Характеристичним елементом рельєфу є невисокі (300—400 м) столові останці і численні давні й сучасні долини й улоговини на 100—200 м висоти; найбільшого з них є Тургайська улоговина завширшки до 40 км, яка простягається з півночі на південь і зв'язує Західно-Сибірську та Туранську низовини. Врешті, південно-західну частину Середньоазійського степового краю становить Передуральське плато — хвиляста рівнина на висоті 200—400 м і продовження Уралу — Мугоджарські гори. (середня висота 250—350 м, найвища — гора В. Боктибай, 656 м).
Середньоазійський степовий край — це країна степів. Вони є продовженням степів України й Східної Європи і як там, так і тут, чітко вирізняються рівнобіжні ґрунтово-рослинні смуги. На півночі розташована смуга Лісостепу на грубих і звичайних чорноземах; степ тут трав'яний барвисто-широколистий, ліси (т. зв. «колки») складаються з берези з додатком осики, а над річками на піщаних ґрунтах з сосни; лісостеп майже повністю перетворений на орну землю. Далі на південь лісостеп поступово переходить в ковиловорізнотравний степ на південних чорноземах; основні рослини: ковила червонувата, типчак, степова тимофіївка, тонконіг, полин та ін. Далі на південь простягається сухий ковилово-типчаковий степ на каштанових ґрунтах (серед рослин: тонконіг струнний, пирій пустельний, степова осока й ін.), який переходить у смугу типчаково-полинової напівпустелі на ясно-каштанових та бурих ґрунтах.

## Клімат
Клімат краю, зважаючи на значну віддаль від океанів, різко континентальний і відносно холодний. Континентальність росте у східному напрямі, теплота — у південному (середньорічна температура підіймається від 0 °C на півночі до 4 °C на півдні). Зима довга і холодна (температура січня знижується з −17 °C на південному заході до −19 °C на північному сході, абсолютні температури до −50°, літо коротке і гаряче (температури липня від 19 °C на півночі до 22 °C на півдні, абсолютні — до 40 °C); вегетаційний період від 150 до 180 днів на рік; весна й осінь тривають короткий час; значні коливання температури з дня на день, великі різниці між днем і ніччю. Велика кількість сонячних годин — 1900—2300 на рік (у Києві 1800). Кількість атмосферичних опадів зменшується від 350—400 мм на півночі до 200—250 мм на півд.; переважають літні опади, часто зливи, вони значно коливаються з року на рік. Сніговий настил тонкий — 20 — 35 см, часто він зникає. Сильні вітри; влітку часті суховії, і пилові бурі, взимку — метелиці й бурани. Порівняно з Україною (у тій самій географічній широті) січень в Середньоазійському степовому краї на 13—15 °C холодніший, липень на 1—2 °C. тепліший. Назагал у смузі Лісостепу середні температури такі: річні 0 до 1,5°, січня −18 до −20°, липня 19-20 °C, середньорічна кількість атмосферичних опадів 300—350 мм; відповідні числа в Степу: 1,5 до 4°, −15 до −18°, 20-22 °C, 250—300 мм (з них на теплий період 170—210 мм).

## Річки та озера
Більшість річок Середньоазійського степового краю належить до басейну Північного Льодовитого океану. Найбільшою річкою є Іртиш (єдина многоводна і судноплавна) з притоками Ішимом, Тоболом й ін. Сточища інших річок творять самостійні простори замкненого стоку: Каргат, Карасу, Нура, Тургай, Селети, Шідерти й ін.; на зах. — притока Уралу Ілек. За винятком Іртиша й Ішима, річки Середньоазійського степового краю — це типові степові річки з нерівномірним стоком, повільною течією, вони влітку часто пересихають; їх використовують для зрошення. У Середньоазійському степовому краю є близько 5 000 озер; більші з них: Чани, Кулундинське, Селентитеніз, Теке, Тенгіс, Кушмурун й ін.; вони переважно солоні.

## Історія до 1914 року
Територію сучасного С.-А. С. к. населяли до часу російської експансії різні кочові племена тюркського походження, з яких походять казахи; на півн. також татари, на півн. зах. башкири. Поч. експансії Моск. царства на С.-А. С. к. припадає (пізніше, ніж у Сибіру) на початку 17 ст.; тоді Москва оволоділа частиною Ішимських і Іртиських степів на пограниччі з Сибіром, разом з тим тут постали перші вільні поселення селян і козаків. Для охорони кордонів перед кочовиками рос. уряд збудував у 1710-х pp. оборонні лінії уздовж р. Іртиша — від Омську (заснованого 1716) на зах. до Семипалатинську (заснованого 1718) на сх., а в сер. 18 ст. Новоішимську (від Омську до Троїцьку на Уралі) з фортецею Петропавловськом (заснованим 1752), що їх боронили коз. війська (об'єднані 1808 у Сибірське коз. військо). У 1730-40-х pp. до складу Рос. Імперії увійшла решта С.-А. С. к., а разом з тим побудовано нові оборонні лінії та низку малих укріплень в глибині степів, які згодом перетворилися на торг. осередки і міста: Кокчетав (1824), Акмолинськ (1824), Тургай (1845), Атбасар (1846) та ін. На відміну від Сибіру вільні поселенці-селяни і «промислові люди» в С.-А. С. к. оселювалися нерадо; гол. неміц. населення становила коз. людність, яка, крім військ. служби, займалася побічно також сіль. господарством. Серед зайшлого населення були й українці. Загалом С.-А. С. к. був слабо заселений; 1867 він нараховував 1 274 000 меш. (ледве 0,8 на 1 км²) у тому ч. майже 90 % казахів. Також після скасування кріпацтва приплив населення з Європи був невеликий через трудне освоєння посушливих земель, брак транспорту і, зокрема, неґативне наставлення рос. адміністрації до поселенців; тому навіть у найдавніше і найгустіше заселеному поселенцями Омському пов. ще у 1890 більшість сіль. населення становили казахи. Переселенчий рух до С.-А. С. к. збільшився з 1880-х pp. (у 1880-90-х pp. постало бл. 500 укр. і рос. поселень), але щойно з кінця 19 ст. дійшло до масового, урядом підтриманого і регульованого переселенчого руху (див. стор. 631), що його полегшила й будова Сибірської залізниці. У 1906—1912 в С.-А. С. к. оселилося бл. 440 000 осіб, за 1890—1913 — понад 1 млн. У зв'язку з тим все і, зокрема, слов. населення швидко зростало. За 1897 (дані заг. рос. перепису) — 1911 (дані Переселенчого Управління) Все населення С.-А. С. к. зросло на 55 % (міськ. на 88 %, сіль. на 53 %), у тому ч. корінне лише на 14 %, укр. і рос. на 195 %. Подробиці видно з таблиці:
```
Людність Середньоазійського степового краю (у тис.)
```

```
1887 | 1897 | 1911
```

все | 1 274 | 2 466 | 3 834
сільське | 1220 | 2 262 | 3 463
міське | 54 | 204 | 371
Зміни в етнічному складі населення за 1897—1911 були такі (у тис. і — в дужках — у %):
```
корінне | росіяни, українці і білоруси | інші
```

1897
все населення | 1 905 (77,6) | 493 (19,7) | 68 (2,7)
сільське | | 349 (15,4) |
міське | | 144(71,0)
1911
все населення | 2 176 (56,6) | 1 543 (40,4) | 115 (3,0)
сільське | | 1 261 (36,4) |
міське | | 282 (76,0) |
Зміни в етнічному складі населення (без розподілу на сіль. і міське) в поодиноких обл. (у тис. і — в дужках — у %) див. табл. на наст. стор.
У зв'язку з припливом поселенців змінилася й економіка краю. До 1880-х pp. гол. значення мало кочове скотарство (гол. вівці, далі рогата худоба, верблюди й коні), а сел. і коз. людність займалася сіль. господарством лише для власних потреб. Нові поселенці розорали великі простори цілинного степу (за 1880—1911 площа орної землі збільшилася у вісім разів), що примусило частину казахів перейти на сіль. господарство або обмежити мандрівки. Гол. сіяли яру пшеницю й овес; у незначній мірі люцерну, щоб прогодувати взимку свійських тварин. Попри будову сибірської залізниці (вона перетинала Лісостеп), а згодом і бічних ліній у глибину степів (до Уральську, Кустаная, Павлодару, Славгороду і Семипалатинську), великі простори С.-А. С. к. були положені далеко від залізниці (і від сплавного Іртиша), і тому експорт зерна відігравав невелику ролю порівняно з експортом свійських тварин і їх продуктів (вовна, масло). Промисловість
```
| Корінна людність | росіяни, українці і білоруси | інші | разом
```

1897
Уральська | 460,5 (71,4) | 163,9 (25,4) | 20,7 (3,2) | 645,1 (100,0)
Тургайська | 411,1 (90,6) | 35,0 (7,8) | 7,3 (1,6) | 453,4 (100,0)
Акмолинська | 428,5 (62,8) | 225,6 (33,0) | 28,5 (4,2) | 682,6 (100,0)
Семипалатинська | 605,1 (88,4) | 68,4 (10,0) | 11,1 (1,6) | 684,6 (100,0)
1911
Уральська | 485,9 (60,6) | 297,7 (36,8) | 20,7 (2,6) | 804,3 (100,0)
Тургайська | 463,3 (65,0) | 235,5 (33,0) | 13,9 (2,0) | 712,7 (100,0)
Акмолинська | 550,9 (38,1) | 835,4 (37,9) | 57,4 (4,0) | 1443,7 (100,0)
Семипалатинська | 675,8 (77,4) | 174,9 (20,0) | 23,1 (2,6) | 873,8 (100,0)
мала підрядне значення (гол. в Омську і Петропавловську) — харч. і легка, а далі (переважно в районі Казахського дрібносопковика) видобуток кольорових металів, срібла, золота і кам'яного вугілля.
Попри значний приплив поселенців С.-А. С. к. був слабо заселений: 2,2 меш. на 1 км² (1911), без напівпустельних степів на півдні — бл. 4. На 18 пов. густіше був заселений Омський (9 осіб на 1 км²), у всіх ін. 2—4 на 1 км², а в пустельних степах ще менше. У м. 1911 жило 371 000 меш., або 9,6 % всього населення. Найбільшим м. був Омськ (128000), від 20 — 40 000 меш. мали: Петропавловськ, Семипалатинськ (35) і Кустанай (26), ін. (Акмолинськ, Кокчетав, Атбасар, Павлодар, Актюбінськ) мали менше, ніж 10000. Характер міст — торг.-ремісничо-адміністративний.
З припливом поселенців зменшився відсоток корінного — казахського населення; у смузі Лісостепу воно становило 1911 незначну меншість, натомість у пустельному степу — понад 80 %; у придатному для хліборобства степу бл. 40 %.
Кількість українців нам ближче не відома. За переписом 1897 їх було бл. 58 000, в основному в Акмолинській обл. (51 000, або 7,5 % всього населення; найбільше в Кокчетавському пов. — 19300, або 12,4 %). Фактично кількість українців була вже тоді більша.
Згодом тому, що серед нових поселенців до 1914 переважали українці, їхня кількість і розміщення у 1914 були подібні, як за переписом 1926 (у 1915—1926 приплив населення з Європи був невеликий). За тим переписом кількість гол. національностей у Степ. краю була така:
```
| 1000 | %
```

Корінне населення | 2 022 | 45,4
у тому ч.:
казахи | 1950 | 43,8
татари | 72 | 1,6
українці | 805 | 18,0
росіяни | 1 389 | 31,1
білоруси | 27 | 0,8
інші | 217 | 4,7
разом | 4460 | 100,0
Докладніше про нац. відносини у С. А. С. к. див. далі.
З 1914. Перша світова війна і революція принесли для С.-А. С. к. приблизно такі зміни, як у Сибіру. Укр. політ. і громадське життя виявилося у 1917—1920 гол. у містах, насамперед в Омську, а також у Славгороді й Павлодарі. 1920 більшовики остаточно окупували С.-А. С. к. і поділили його поміж Сибірським краєм (округи: Омська, Славгородська, Барабінська, Усть-Каменогорська, Барнаульська, Новосибірська, Рубцовська), що входив безпосередньо до складу РРФСР, і Казахською Автономною ССР (до 1925 під назвою Киргизька Авт. ССР), яку 1936 перейменованого на Казахську ССР (С.-А. С. к. входив до складу губернію: Акмолинської, Актюбінської і Семипалатинської та Кустанайської округи). Революція та неврожай і голод (1921—1922) спричинили занепад сіль. господарства і промисловості та зменшення кількости людности і щойно у 1926—1928 воно досягло стану 1914. Іміґрація з України та Евр. частини РРФСР відновилася тільки 1924, але мала значно менші розміри, ніж до 1914.
На 1930-ті pp., у зв'язку з п'ятирічками, припадає деякий розвиток промисловості (гол. харч.); на півд. пограниччі С.-А. С. к. в Караганді постала третя (після Донбасу і Кузнецького басейну) кам'яновугільна база СРСР (1940 — продукція 6,3 млн т; на Донбасі — 84 мли т); побудовано кілька залізниць (Петропавловськ — Акмолинськ — Караганда, Акмолинськ — Картали та ін.). Натомість примусова колективізація спричинила занепад сіль. господарства, зокрема катастрофічне зменшення поголів'я свійських тварин, а разом з тим — голод і вимирання казахів (див. стор. 918). Тому населення т. зв. Цілинного краю (тепер Півн. Казахстан) впало з 1,9 млн у 1926 до 1,6 млн у 1939. Зміни нац. складу населення нам не відомі; мабуть, втікаючи перед голодом і репресіями в Україні, в С.-А. С. к. поселилося деяке ч. українців, (гол. у м.). Чимало їх заслано (гол. куркулів) до концентраційних таборів.
С.-А. С. к. зазвав значних змін під час другої світової війни. Уже 1939—1940 до нього було заслано десятки тис. українців з Зах. України (деякі з них працювали на ріллі, інші були ув'язнені). Після вибуху сов.-нім. війни до С.-А. С. к. евакуйовано низку зав. з України і сотні тис. осіб, а господарство краю спрямовано повністю на воєнні потреби: воно мало постачати харчі (тому розорювано частину цілинних степів), вугілля (карагандинське вугілля у деякій мірі замінило донецьке), розбудовано промисловість (насамперед машинобудів. і хім.).
Після 1944 частина евакуйованого під час війни населення, а навіть ряд зав. залишилися в С.-А. С. К., промисловість далі розвивалася, збудовано нову залізницю Акмолинськ — Павлодар; натомість сіль. господарство зазнало застою, гол. через брак робочої сили і с.-г. машин. Нові докорінні зміни зайшли з 1953 у зв'язку з масовим освоєнням цілинних земель з завданням створити з С.-А. С. к. одну з зернових баз ОССР. Впродовж 1953—1959 збільшено посівну площу і валовий збір зерна у 2—3 рази, стягнено на працю сотні тис. осіб (переважно молодь, у великій мірі з України), заселено ними досі рідко залюднені казахами сухі степи, виникли сотні радгоспних осель, побудовано нові залізниці тощо. Попри перебої, С.-А. С. к. став одним з основних країв в СРСР з надвишкою зерна і тваринних продуктів (докладніше див. далі). Дальша розбудова промисловості (серед ін. Карагандинського басейну, виникнення нових басейнів — кам'яновугільного Екібастузького і залізорудного Кустанайського) змінила екон. характер С.-А. С. к з аграрного на пром.-аґрарний край. Разом з тим швидко зростає кількість населення: у Цілинному краю з 1,6 млн у 1939 до 2,8 мли у 1959 і 3,5 у 1970. 45 % населення живе у містах.
Людність. У розвитку людности С.-А. С. к. з кінця 19 ст. чергуються періоди сильного приросту як завдяки іміґрації, так і високому природному приростові (до 1914, 1924—1929, 1941—1943, з 1953 до сер. 1960-х pp.), сер. приросту, а то й застою (1915—1917, 1930—1931, 1935—1940, 1944—1952) і опаду — інколи катастрофічного (1918—1922, 1932—1934); тепер значний приріст людности С.-А. С. к.. завдячує передусім сильному природному приростові (цьому сприяє значна народжуваність серед казахів, а також велика кількість молодих подруж серед іміґрантів).
Зміни кількости населення: а) в усьому С.-А. С. к.; б) — у Цілинному краю і в) у саме С.-А. С. к. (числа приблизні) видно з таблиці (у тис.; міська людність також у % всього населення):
```
Рік | а) | б) | в)
```

1926 Все населення | 7 390 | 1897 | 2 270
міське | 760 (10 %) | 174 (9 %) | 180 (8 %)
сільське | 6 630 | 1 723 | 2 090
1959 Все населення | 11319 | 2 753 | 3 300 ?
міське | 4924(44 %) | 856(31 %) | 850 ? (26 %)
сільське | 6 395 | 1897 | 2 450 ?
1970 Все населення | 13 534 | 3 487 | 4100 ?
міське | 7252 (55 %) | 1496 (45 %) | 1600 ? (39 %)
сільське | 6 230 | 1991 | 2 500
Розміщення населення нерівномірне — воно залежне від природних умов і часу заселення. Тому густота сіль. населення найвища у Лісостепу та вздовж рік Іртиша й Ішима (10—25 осіб на 1 км²), сер. — в решті розораного степу (5—10), найнижча у сухих степах. Докладніше див. карту. Густота всього населення різко підноситься у пром. районах і 6. великих м. Густота всього населення С.-А. С. к. — 4,8 меш. на 1 км², саме С.-А. С. к. — 9,0 (числа приблизні), Цілинного краю — 5,8 (сіль.: 2,2, 5,5 і 3,3). За 1959—1969, найбільший приріст людности виявляв Цілинний край (лише у ньому зросло також сіль. населення) та Карагандинська область, натомість у сибірській частині С.-А. С. к. він був менший від природного.
Сіль. оселі укр. і рос. поселенців постали уздовж рік і битих шляхів, рідше побіч солодких озер; вододільні простори були ними не заселені з уваги на глибоке залягання ґрунтової води. Переважала лінійна форма села. Вигляд дворів і хат такий, як на рідних землях: в українців — степ. мазанки, у росіян — переважно дерев'яна хата. Перевагу мали невеликі (200—500 осіб) і сер. (500—1 000), села, звич. однонаціональні. Більші села інколи були мішані: укр.-рос., рідко з деяким ч. казахів, але й тоді українці і росіяни заселювали свої відокремлені частини. Дещо ін. вигляд мали коз. станиці. Після колективізації села зазнали деяких змін.
Ін. типом сучасної сіль. оселі є оселі зернових радгоспів, посталі переважно у 1950-х pp. Вони розташовані здебільша на доти не заселених вододілах, звич. при колодязях, деколи при степ. озерах; нараховують переважно 500—1 000 осіб. Зернові радгоспи побудовані за типовими проектами, розробленими у Москві і Ленінграді. Сер. становить адміністративно-культ. центр, далі простягаються будинки працівників радгоспу з дерева або глини, дво- й одноповерхові; деяку різноманітність у стандартність селища вносять приватні доми. На периферії розташовані госп. будинки. Тому що радгоспи займають великі простори, звич., крім центр. оселі, існують ще на території радгоспу невеликі присілки — т. зв. ферми, розкинені на віддалі 10—20 км від центру. Населення радгоспу звич. з нац. погляду мішане.
Міське населення С.-А. С. к. постійно зростає як шляхом збільшення давніх міст, так і гол. ч. постанням нових. На 64 м і с. м. т. у Цілинному краю 6 виникло у 18-19 вв., 10 — у 1917—1940, 9 — у 1941—1950 і аж 39 після 1950. Серед нових м. чимало є пов'язаних з певною галуззю нар. господарства: гірничих (більшість з них згодом розвивається на пром. м.), транспортових і невеликих м., що є центрами с.-г. районів. Всі більші м. є одночасно пром., торг., транспортовими, культ. й адміністративними центрами. Разом з зростанням ч. м. і с. м. т. зростає й їхня величина (ч. для всього С.-А. С. к.):
```
Кількість мешканців | Роки 1926 | 1939 | 1959 | 1970
```

понад 500 000 | — | — | 2 | 3
250 — 500000 | — | 2 | 2 | 1
100 — 250000 | 1 | 3 | 3 | 9
50 — 100000 | 2 | 2 | 12 | 10
25 — 50000 | 2 | 7 | 14 | 16
15 — 25000 | 5 | 11 | 11 | 20
Разом | 10 | 25 | 44 | 59
М. С.-А С. к. до поч. 1930-х pp. своїм виглядом нагадували (за винятком Омську) великі села з широкими небрукованими вулицями, дерев'яними, або глиняними одноповерховими будинками; озеленення майже не було. Суцільніше був забудований центр з мурованими одно- й двоповерховими будинками: держ., купців, чиновників тощо; тут 1 базар, церква, касарні, школи. Сліди цих кол. центрів залишилися подекуди і в сучасних м. Нові дільниці цих м. і нові м. побудовані здебільша за готовими макетами; вони одноманітні, з регулярною мережею асфальтових вулиць, дво-, три- й чотириповерховими будинками, з адміністративно-торг.-культ. центром.
Для більшости нових м. виникає гостра проблема постачання питною й техн. водою (вони побудовані переважно у сухому стену); тому будують водоймища, канали і водогони, часто на сотні км.
Міста С.-А. С. к. досить рівномірно розташовані. У сибірській частиш найбільше м. — Омськ (935 000 меш.), важливий екон., культ. і адміністративний центр; ін. м.: Рубцовськ (45000; машинобудів. промисловість) і менші: Ісилькуль (26 000), Калачинськ (21000), Купино (21000), Карасук (23 000), Славгород (33 000; центр укр. етнічного масиву) та ін. Важливіші міські "купчення у Цілинному краю: Кустанай (134000), осередок кустанайського залізорудного басейну (ін., м.: Рудний — 101 000), Джетигара — 32000); Петропавловськ (173000) — харч., легка і машинобудів. промисловість; Кокчетав (87 000) — машинобудів. промисловість; Цілиноград (180 000; до 1961 мав назву Акмолинськ) — транспортовий вузол, різноманітна промисловість; Павлодар (208 000) — гол. м. на Приіртишші (машинобудів., хім. і кольорових металів промисловість, що становить один пром. район разом з м. Єрмаком (28000; чорна металургія) та з Екібастузом (45 000; кам'яновугільна промисловість). Великим міськ. скупченням, положеним на півд. окраїнах С.-А. С. к., є Карагандинсько-Теміртаузький пром. район — видобуток кам'яного вугілля, важка промисловість; гол. м. Караганда (541 000), Теміртау (179 000), Шахтинськ (40 000) й ін. У зах. Казахстані гол. м. є Актюбінськ (159 000) — харч., важка і хім. промисловість; ін. м.: Хромтау (20000; добування хромітових руд), Алта (хім. промсть), Октябрський та ін. На сх. пограниччі С.-А. С. к. положений Семипалатинськ (251 000); деяке ч. українців живе у містах Сх.-Казахської області (Рудний Алтай).
Розвиток більших міст С.-А. С. к. видно з табл.:
```
назва м. | 1897 | 1926 | 1939 | 1959 | 1970 | 1972
```

Омськ | 37,5 | 161,7 | 288,9 | 581,1 | 821 | 935
Караганда | — | — | 156,2 | 397,1 | 523 | 541
Семипалатинськ | 26,2 | 56,9 | 109,7 | 156,1 | 236 | 251
Павлодар | 7,7 | 17,9 | 28,5 | 90,1 | 187 | 228*
Цілиноград | 9,7 | 12,8 | 32,1 | 102,3 | 180
Петропавловськ | 19,7 | 47,4 | 91,7 | 131,5 | 173 | 188*
Теміртау | — | — | 5,0 | 77,0 | 167 | 179
Актюбінськ | 2,8 | 20,8 | 48,7 | 96,7 | 150 | 159
Кустанай | 14,2 | 25,4 | 33,5 | 86,4 | 124 | 134
Рудний | — | — | — | 37,0 | 97 | 101
Кокчетав | 5,0 | 11,1 | 19,3 | 52,9 | 81 | 87
- числа подано за 1974

Нац. склад людности й українці в С.-А. С. к. Нац. склад людности С.-А. С. к. і, зокрема, розміщення українців докладніше відомі на підставі сов. перепису населення 1926. Розміщення українців було наслідком геогр.-екон. відносин та історії заселення країни. Укр. селянин оселювався лише у смузі Лісостепу й Степу, які надавалися до хліборобства. Півн. межу його поселенчих земель становили простори, заселені вже давніше росіянами — півн. частини Лісостепу на пограниччі тайги; також передгір'я Алтаю було здавна заселене росіянами. На півд. межа укр. поселення не була так виразна — вона сягала у смугу сухих степів, які тоді були заселені казахами. За переписом 1926 корінне — казахське (разом з нечисленним тат.) населення становило 45 % всього населення кол. Степ. краю, (за 1897—1926 воно зросло ледве на 6 %), рос. — 31 % (приріст на 22 %), укр. — 18 % (приріст 1230 %). Фактично відсоток українців був вищий, бо частину їх зараховано до росіян (про це свідчить — за даними цього ж перепису, значно вищий їх відсоток серед емігрантів: серед меш. С.-А. С. к., народжених у Європі, припадало на народжених в Україні більше, чим народжених у Росії.
Однак, і за переписом 1926 можна виділити в С.-А. С. к. смугу, у якій українці становили більшість. Площа її — 460000 км² (у тому ч. 405000 км² у Казахстані; 55000 км² у Сибіру; вона простягається майже на 2 000 км від Оренбургу на Уралі на зах. по Семипалатинськ на передгір'ї Алтайських гір на сх. (шир. смуги 150—500 км). На цій території українці становили більшість у 44 районах (на 81 всіх). Докладніше див. карту і табл., на яких подано нац. склад населення саме С.-А. С. к. (нац. склад населення -всього С.-А. С. к. і Цілинного краю див. табл. на стор. 2773):
```
Національність | тис. | %
```

українці | 915 | 40,4
росіяни | 727 | 32,0
казахи | 442 | 19,5
німці | 75 | 3,3
мордва | 33 | 1,5
татари | 32 | 1,4
білоруси | 22 | 1,0
інші | 21 | 0,9
разом | 2267 | 100,0
Українці походили переважно з Лівобережної і Степ. України. Про їх походження свідчать назви осель у новоосвоєному краю: Київка, Полтавка, Українка, Чернігівка та ін. По кількох роках важкої праці кол. безземельні і малозем. селяни ставали заможними. Звич. вони жили у чисто укр. с., переважно творили суцільні укр. масиви (лише 2,0 % українців жило у містах, в яких вони становили 11 % всього населення). Тому українці С.-А. С. к. зберігали свою мову і побут і не зазнавали русифікації. Укр. оселі, двори й хати (мазанки) мали той самий вигляд, що в Україні, і різнилися від дерев'яних хат росіян; на відміну від ;рос. сіл вони потопали у зелені садів.
Українці в С.-А. С. к. жили у подібних геогр. умовах, що й українці з Галичини і Буковини, які ще до 1914 поселилися у степ. провінціях Канади. Підставою господарства тих і тих було збіжжеве господарство (яра пшениця) і тваринництво.
Серед росіян більшість становили поселенці з рос. степ. центр.-чорноземних губ., меншість — коз. людність (по революції частину її сов. влада виселила), що заселювала смугу здовж Іртиша і далі на зах. аж до Орську, та нечисленні старожили (вони жили на пограниччі тайги і на передгір'ї Алтаю). Росіяни становили 63 % всього міського населення, серед сіль. — 29 %.
Корінне населення — казахи являли собою більшість у 16 районах; тільки 3,6 % їх жило у містах; чимраз більше вони переходили на хліборобство. Нечисленним корінним народом були татари (32 000), які жили переважно у м. (18 000). Ін. малочисельні народи — це поселенці з кінця 19 і поч. 20 ст.: німці (75000; походили з нім. колоній України і Надволжя), мордва (33000), білоруси (22000) та ін.
Чисельний склад людности трьох гол. національностей саме С.-А. С. к. (у 64 районах Казахстану — Каз. і 17 Сибіру — Сиб.), тобто відсоток, який кожна з цих національностей творила у всіх районах такий:
```
Кількість районів
```

% до всього населення | Українці Каз. | Сиб. | Росіяни Каз. | Сиб. | Казахи Каз. | Сиб.
нижче 10 | 15 | — | 21 | — | 48 | 12
10—20 | 4 | — | 14 | 3З | — | 4
20—35 | 4 | — | 14 | 8 | — | 1
35—50 | 12 | 5 | 65 | — | —
50—65 | 8 | 5 | 4 | 1 | — | —
65—80 | 12 | 6 | 4 | — | — | —
80—100 | 91 | 1 | — | 16 | —
Разом | 64 | 17 | 64 | 17 | 64 | 17
Як видно з табл., 1926 найбільше відокремлено від ін. національностей жили казахи, які лише в Сибіру становили меншість у районах, заселених переважно українцями або росіянами. Казахські райони лежали здебільша на вододілі між ріками Іртишем і Ішимом. Українці жили переважно у суто укр. районах, рідше всуміш з росіянами. Росіяни становили здебільша меншість у районах з укр. більшістю.
На 1358 000 українців, які жили в усьому С.-А. С. к., 915 000 (67,3 % всіх) жило в саме С.-А. С. к., 443 000 — у розсіянні. Бл. 400 000 з них жило в півд.-зах. Сибіру, що межує з саме С.-А. С. к., і являло собою меншість у районах з рос. більшістю. Бл. 20 000 українців жило у півд.-зах. частині сучасної Семипалатинської області, зокрема на півд. узбіччях Тарбагатайського хребта. Українці творили переважно окремі села або й групи сіл серед рос. більшости.
Нац. склад населення С.-А. С. к. і, зокрема, укр. стан посідання зазнав значних змін після 1932: великі втрати понесли казахські, а також укр. селяни у 1932—1934 (голод і репресії), пізніше постійно припливали поселенці з Європи (гол. українці і росіяни), що їх сов. влада поселювала на цілинних землях і в пром. районах; у 1940-х pp. до С.-А. С. к. переселено понад 1/2 млн німців (гол. з Надволжя, а також з України). Сов. переписи населення 1939 і 1970 не подають докладно сучасний нац. стан населення в С.-А. С. к., бо вони дають дані лише для цілих обл. та зменшують кількість українців. За цими переписами нац. склад населення зазнав у 1928, 1959 і 1970 таких змін: Сер.-Азійський Степовий край
Національність | 1926 у тис. | % | 1959 у тис. | % | 1970 у тис. | %
українці | 1358 | 18,3 | 881 | 7,8 | 960 | 7,1
росіяни | 3 988 | 54,1 | 7 698 | 68,0 | 9 036 | 66,7
казахи | 1 393 | 18,8 | 1 144 | 10,1 | 1689 | 12,5
білоруси | 156 | 2,1 | 120 | 1,1 | 197 | 1,5
німці | 116 | 1,6 | — * | — * | 919 | 6,8
татари | 72 | 0,9 | 163 | 1,4 | 244 | 1,8
інші | 307 | 4,2 | 1314** | 11,6** | 489 | 4,6
разом | 7390 | 100,0 | 11320 | 100,0 | 13534 | 100,0
- ) подані в групі інших. **) у тому ч. також німці.

```
Цілинний край
```

Національність | 1926 у тис. | % | 1959 у тис. | % | 1970 у тис. | %
українці | 542 | 28,6 | 396 | 14,7 | 444 | 12,6
росіяни | 524 | 27,6 | 1242 | 45,2 | 1659 | 47,4
казахи | 636 | 33,5 | 512 | 18,1 | 671 | 19,5
білоруси | 13 | 0,7 | 64 | 2,3 | 105 | 3,1
німці | 39 | 2,1 | — * | — * | 377 | 10.8
татари | 25 | 1,3 | 50 | 1,8 | 76 | 2,2
інші | 118 | 6,2 | 489** | 17,9** | 155 | 4,4
разом | 1897 | 100,0 | 2753 | 100,0 | 3487 | 100,0
- ) подані в групі інших. **) у тому ч. також німці.

Порівняння нац. складу 1926 і 1959 виявляє значне зменшення кількости українців і казахів, а ще більше їхнього відсотка, при одночасному зростанні росіян. У 1960-х pp. зміни в нац. складі були менші: характеристичним є збільшення кількости і відсотка казахів — завдяки їхньому високому приростові; кількість українців мала б збільшитися, але їх відсоток далі зменшився.
Нац. склад міськ. і сіль. населення за переп. 1970 видно з табл. на наст. стор.
Числа свідчать про значно посунену русифікацію міст та поступ урбанізації всіх національностей С.-А. С. к. Вона найбільша у росіян (61 % їх живе у м.), найменша — у німців (34 %). 50,0 % українців у всьому С.-А С. к. живе у м. (в УРСР — 39 %), у тому ч. в Цілинному краю — 39 %), у решті С.-А. С. к. — 59,0 % (у Карагандинській обл. аж 87 %).
Відсоток українців у поодиноких обл. різний (див. карту на 2775 стор.) У Ці
Національність | Сер.-Азійський Степовий Край міське у тис. | % | сільське у тис. | % | Цілинний край міське у тис. | % | сільське у тис. | %
росіяни | 5485 | 75,5 | 3351 | 56,6 | 929 | 62,1 | 730 | 36,5
казахи | 454 | 6,3 | 1 236 | 19,4 | 149 | 10,0 | 522 | 26,3
українці | 483 | 6,7 | 477 | 7,7 | 173 | 11,8 | 271 | 13,6
німці | 317 | 4,4 | 602 | 9,6 | 93 | 6,2 | 284 | 14,3
татари | 154 | 2,1 | 90 | 1,4 | 47 | 4,0 | 29 | 1,5
білоруси | 97 | 3,7 | 100 | 1,6 | 36 | 3,1 | 69 | 3,5
інші | 262 | 3,6 | 227 | 3,7 | 69 | 2,8 | 86 | 4,3
разом | 7 252 | 100,0 | 6 283 | 100,0 | 1496 | 100,0 | 1 991 | 100,0
линному краю він коливається між 11—19 % (Кустанайська область), у сибірській частині С.-А. С. К. між 2—6 %, у казахській — 2—14 %; значний відсоток українці становлять у давно ними освоєній Актюбінській обл. (14), а також у тих обл., у яких вони почали оселюватися щойно з 1940-х pp. — пром. Карагандинській (9,8) і здебільше пустельній — Тургайській (4,0).
Як давніше, так і тепер найсуцільнішою з нац. погляду є людність у півн. і сх. частинах С.-А. С. к. (росіяни мають становити понад 80 % всього населення) та у півд. напівпустельній (бл. 3/4 людности становлять казахи), решта смуги Лісостепу й Степу має мішане населення з рос.-укр. перевагою, при чималому відсоткові казахів і німців.
Поділ людности С.-А. С. к. за мовою не збігається з поділом за національністю, тому що частина неросіян вживає рос. мови — 47 % українців, 51 білорусів, 28 % німців, але лише 2 % казахів і 17 % татар). За переписом 1970 мовна русифікація українців мала б бути така: Кількість українців | С.-А. С. к. у тис. | % | Цілинний край у тис. | %
за національністю | 960 | 100,0 | 444 | 100
за мовою | 456 | 48 | 226 | 51
тих, що знають українську мову як другу | 271 | 38 | 23. | 5
тих, що не знають української мови | 233 | 24 | 195 | 44
тих, що подали рос. мову за рідну | 514 | 54 | 227 | 51
тих, що знають рос. мову як другу | 377 | 39 | 181 | 41
тих, що не знають рос. мови | 69 | 7 | 36 | 8
Мовна русифікація українців є найбільше посунена у тих обл., у яких вони становлять незначний відсоток (напр., у сибірській частині С.-А. С. к.: лише 1/3 подала українську мову як рідну), вона більша у містах (лише 46 % подали українську мову як радну), менша — у с. (50 %).
До сов. нац. і мовної статистики можна ставитися з застереженням. Можна припускати, що 1926 в усьому С.-А. С. к. жило не 1 358 000, а 1,6 млн осіб укр. походження та що 1970 ця кількість збільшилася до 3 млн. Однак не можна заперечувати далекосяжну русифікацію укр. маси в С.-А. С. к., як і всіх українців, що живуть за межами УРСР (див. Русифікація). Русифікацію українців й ін. поселенців з Європи полегшує змішування різних національностей не тільки у м., але й у радгоспах, при одночасній відсутності укр. шкіл (вони існували недовгий час на початку 1930-х pp.), преси, видань тощо (нац. потреби казахів, у деякій мірі й німців є задоволені). Найбільше на русифікацію українців впливали і впливають мішані укр.-рос. подружжя.
Народився господарство С.-А. С. к. мало до кін. 1920-х pp. аґрарний характер, тепер аґрарно-пром. С.-А. С. к. є гол. зерновою базою СРСР і важливим районом тваринництва; крім аграрних надвишок, він експортує частину своїх мінеральних багатств — кам'яне вугілля, залізну і кольорові руди; на їх базі розвинулася важка і машинобудів. промисловість. Корисним є геогр. положення С.-А. С. к. поміж важливими екон. районами — Уральським і Зах.-Сибірським (Новосибірськ, Кузнецький басейн). С.-А. С. к. імпортує продукти промисловості (гол. машинобудів. і легкої), нафту і штучні добрива.
Сіль. господарство. Підставою хліборобства В С.-А. С. к. є просторі лісостеп. і степ. масиви на родючих чорноземних і каштанових ґрунтах, що вкривають малорозчленовані рівнини (вони придатні для мех. обробки) та наявність короткого, але теплого літа з ледве достатньою для хліборобства кількістю атмосферичних опадів. Порівняно з степами України хліборобство С.-А. С. к. пов'язане з деяким риском. Короткий веґетаційний період (деколи трапляються приморозки ще в кін. травня і вже на початку вересня) та нестійкий сніговий настил дозволяють плекати лише ярі культури, і то такі, які швидко достигають. Під час веґетаційного періоду випаровування є більшим від кількости опадів, земля затримує мало вологости від снігу (його мало), суховії спалюють інколи збіжжя на пні. Врешті, чорноземи і каштанові ґрунти в С.-А. С. к. тонші і менше родючі, ніж на півдні України. Легкопіщані ґрунти і тонкі чорноземи (зокрема в районі дрібносопковика) — придатні тільки на пасовища і сіножаті.
До сер. 1930-х pp. рілля займала бл. 12 % всієї площі, пасовища — 60 — 70 %, природні сіножаті — бл. 2 %, решта — невжитки. У різних районах рілля становила 2—30 %, найбільше в Лісостепу (часто займала суцільні масиви), а втім творила лише оази уздовж рік і солодких озер. Панівною системою, хліборобства була перелогова і парова; 3/4 посівної площі займала яра пшениця, підрядне значення мали просо, овес і ячмінь. Кормову базу для тваринництва становили пасовища і сіножаті; серед казахів панівним було кочове скотарство.
У 1930-х pp. почалася колективізація сіль. госп. і збільшення орної землі; будова нових залізниць збільшила товарність с.-г. продуктів. Дальше поширення ріллі (до 20 % всієї території) відбулося у 1941-44. Докорінні зміни почалися з 1953, у зв'язку з розоранням цілинних земель (бл. 60 % їх припадало на С.-А. С. к.). Впродовж 1954—1955 (коли темп освоєння цілинних земель був найбільший) орна земля збільшилася більше ніж у два рази.
Збільшення ріллі у різних природних зонах видно на прикладі Цілинного краю (Півн. Казахстану) — з карти та таблиці, яка подає площу ріллі на початку 1950 і 1956 (у тис. га): Природна смуга | 1950 | 1958 | Зростання у %
Лісостеп | 1290 | 1770 | 38
На звич. чорноземах посушливого степу | 2680 | 5310 | 98
На півд. чорноземах посушливого степу | 2 600 | 6 600 | 154
На каштанових ґрунтах сухого степу | 2 350 | 6 350 | 170
Разом | 8920 | 20030 | 124
Найменше розорано Лісостеп, бо він давніше освосний, найбільше — посушливу і суху смуги на гірших ґрунтах. Тоді ж організовано в Півн. Казахстані 350 великих нових радгоспів. Дальше зростання орної землі було невелике: до 23 млн га у 1958 і 00 млн га у 1970.
Швидке освоєння величезних просторів цілинних земель в С.-А. С. к. уможливила цілковита механізація сіл. господарства (масовий імпорт с.-г. машин з Евр. частини СРСР), «добровільний» приїзд сотень тис. молоді (гол. з міст України, Росії й Надбалтики), організація нових радгоспів і радгоспних осель, поширення площ існуючих уже колгоспів, будова битих і зал. шляхів у глибину цілинних земель, врешті, застосування спеціальних аґротехн. метод (нових систем хліборобства — сівозміни, чергування пару тощо), спеціальних с.-г. машин, будова глибоких криниць і артезіанських колодязів, зрошувальних каналів, насадження полезахисних ліс. смуг, зберігання вологости, що її залишив талий сніг тощо. Разом з тим часто розорано землі, які до того не надавалися, напр., з сипкими ґрунтами, які по кількох роках ставали невгіддям. Назагал, розорана цілина давала у перші роки сер. врожаї, у наступні — менші, часто жадні. Однак створилася нова зернова база в СРСР (вона мала насамперед забезпечити хлібом пром. райони азійської частини СРСР), хоч урожайність зернових значно коливається з року на рік, а пересічний урожай удвічі нижчий, ніж в УРСР.
Тепер на с.-г. вгіддя припадає в С.-А. С. к. 85'% всієї площа, у тому ч. 44 % як ріллю, 39 % на пасовища, 1 % на сіножаті (числа приблизні). Рілля становить найвищий відсоток у Лісостепу — бл. 65 % (в Лісостепу України 68 %), у Степу 40 % (в Україні 64 %), найнижчий на пограниччі пустельного степу та в півн.-сх. частині дрібносопковика між р. Ішимом і Приіртиською низовиною (нижче 10 %) всієї площі. Протилежну картину представляє розміщення пасовищ; сіножатей більше над ріками. Ліс («колки» у Лісостепу, бори на піщаних терасах рік) становить незначний відсоток всієї площі.
Посівна площа виявляє таку структуру (у %):
| Рід культур    | С.-А. С. к. | УРСР |
| -------------- | ----------- | ---- |
| збіжжеві       | 71          | 48   |
| кормові        | 26          | 32   |
| Технічні       | 1           | 12   |
| картопля й ін. | 2           | 8    |

З кліматичних причин в С.-А. С. к. поширено лише ярі культури, зокрема яіру пшеницю — 78 % всієї збіжжевої площі (в УРСР — 0,4 %, озима пшениця — 47 %); далі ячмінь — 12 % (в УРСР 12 %), просо (давніше воно мало більше значення) — 4 % (в УРСР 1 %), овес і гречка. З техн. рослин мають значення олійні посухостійкі культури, гол. соняшник і льон-кудряш. Кормова поширено після розорення цілинних земель як для того, щоб їх ввести у сівозміну, так і щоб мати нову кормову базу для свійських тварин, замість перетворених на ріллю пасовищ. Гол. кормові культури: кукурудза на зелений корм, одно- й дворічні трави. На тваринництво у С.-А. С. к. припадає бл. 40 % продукції сіль, господарства. У зерновому районі (понад 3/4 краю) воно має тепер молочно-м'ясний характер разом з тонкорунним вівчарством (на 100 голів великої рогатої худоби припадає бл. 80 овець і кіз); кормовою базою є гол. кормові культури. У районі півпустельних пасовищ тваринництво має м'ясо-жировий характер, а кількість овець перевищує у 3-4 рази кількість великої рогатої худоби; воно має й тепер частково напівкочовий характер — перехід між: літніми, зимовими і весняно-осінніми пасовищами; цим видом тваринництва займаються казахи.
Значну кількість продуктів тваринництва експортують; свинарство має більше значення у сибірський частині С. А. С. к.; у районі напівпустельних пасовищ розвинене ще й досі конярство і верблюдство. Кількість і якість великої рогатої худоби постійно зростає, місце грубошерстих овець (гол. казахської породи) зайняли тонкорунні і напівтонкорунні породи.
З різних категорій землекористування найбільше значення мають радгоспи, зокрема зернові. Радгоспи С.-А. С. к. більші, ніж в ін. частинах СРСР, як своєю територією, так і числом працівників, тракторів, свійських тварин тощо. Бл. 60 % радгосппів припадає на зернові, на дальшому плані — овечі, м'ясні, молочні.
Менше значення мають колгоспи; більшість їх створено перед масовим розоранням цілини. І вони більші, ніж в УРСР. Невелику ролю відограють присадибні господарства.
Забезпечення сіль. господарства машинами й робітниками є й досі незадовільне, зокрема під час жнив. Тому що збирання пшениці в С.-А. С. к. відбуваються на місяць пізніше, ніж в Україні і в півд. частині Евр. РРФСР, щороку велика кількість с.-г. робітників і машин з Європи може допомогти у зборі зерна в С.-А. С. к.

## Сільське господарство
Сільке господарство Середньоазійського степового крао, зокрема його хліборобство, є на грані рентабельности. Урожайність зерна з 1 га коливається між 8 і 12 центнерами, пересічно становить 10 (в УРСР — 23); за плином вона мала б дійти до 11-12 центнерів з 1 га. Реалізація цього завдання вимагає поглиблення згаданих вже аґротехничних засобів, штучної іриґації (за останні роки побудовано зрошувальні канали з Іртиша до Караганди і Цілинограду та канал завдовжки 530 км між ріками Об'ю й Іртишем — через Кулундинський степ та ін.), кращого забезпечення хліборобства штучними добривами, дальшого підбору відповідних до природи країни видів кормових культур і порід свійських тварин, розбудови транспорту тощо.

## Промисловість
Підставою промисловості Середньоазійського степового краю є енергетичні ресурси (кам'яне вугілля), багата сировина (залізна і кольорові руди, продукти сільського господарства) і корисне положення між промисловими районами Уралу і Західного Сибіру. До кінця 1920-х pp. в Середньоазійському степовому краю була розвинена харчова та — у незначній мірі — гірнича промисловість. У великому масштабі розвинулася промисловість (гол. важка і машинобудів.) під час війни 1941—1944 для заміни промисловості Донбасу і Дніпровського пром. району; відтоді вона зростає без перебоїв. Її гол. галузі: важка, машинобудівна і харчова; слабо розвинена легка.

## Енергетичні басейни
Джерелом енергії є Карагандинський кам'яно-вугільний басейн з (великими запасами (51 млд т; Донбасу — 128), здебільша коксівного вугілля, що його використовують для місцевої важкої промисловості і експортують на Урал, до Середньої Азії і Поволжя; річний видобуток 40 млн т (1971; на Донбасі 84).
Менше значення має Екібастузький кам'яновугільний басейн (запаси — 10 млд т), у якому вугілля (воно не коксується) залягає б. поверхні, що дозволяє його експлуатацію відкритим способом; це вугілля є дешевою сировиною для теплових електростанцій, які формують півн.-казахстанську систему, пов'язану з зах.-сибірською (Омськ); продукція. (1971) 26 млн т.
Багаті на залізну руду родовища залягають у Кустанайському і Карагандинському районах, б. родовищ кам'яного вугілля, а також вапняку і вогнетривких глин, що полегшує розвиток місц. металургії. На базі кустанайських залізних руд виріс збагачувальний Соколовсько-Сарбайський комбінат (продукція 16 млн т залізної руди; у Криворізькому басейні 103).
На базі метал. і вугільної промисловості широко розвинулася машинобудівна промисловість — у Карагандинському районі гол. важка, в Омську (вел. Сибзав.), Рубцовську, Цілиноградському, Павлодарському (тракторний зав.), Петропавловському (гол. с.-г. машини). Хім. промисловість найбільше розвинена в Омську (нафтохім.) і Актюбінську. З різних галузей харч. промисловості найбільше розвинена м'ясна і борошномельна; її осередки: Петропавловськ, Павлодар, Цілиноград та ін.

## Промислові центри
Найважливіші промислові центри краю: Омський (машинобудівна, хімічна, харчова), Карагандинсько-Теміртауський (кам'яновугільна, важка, енергетична), Павлодарсько-Екібастузький (кам'яновугільна, харчова). Кустанайський (залізорудна; харчова, машинобудівна), Актюбінський (хімична, кольорових металів).

## Транспорт
Найдавніші залізниці проходять краєм Середньоазійського степового краю: транссибірська магістраль (збудована 1896—1902) — відтинок (Свердловськ) — Омськ — Новосибірськ та лінія Оренбург — Ташкент (з 1905 — 07), яка перетинає Середньоазійський степовий край б. Актюбінську. З 1931 °Середньоазійський степовий край на півд.-сх. перерізує Туркестано-Сибірська магістраль. З півночі на південь Середньоазійський степовий край перетинає маґістраль Петропавловськ-Караганда (Моінти-Чу), з заходу на схід Картали — Цілиноград — Павлодар та Кустанай — Кокчетав — Карасук — Барнаул. Від цих головних ліній низка відгалужень веде до менших промислових міст (гол. — рудних) і в глибину цілинних земель.
Сплавною рікою є лише Іртиш; чимраз більше значення має автомобільний і повітряний транспорт.